# (7487) Toshitanaka
(7487) Toshitanaka est un astéroïde de la ceinture principale.

## Description
(7487) Toshitanaka est un astéroïde de la ceinture principale. Il fut découvert le 28 décembre 1994 à Oizumi par Takao Kobayashi. Il présente une orbite caractérisée par un demi-grand axe de 2,69 UA, une excentricité de 0,17 et une inclinaison de 13,5° par rapport à l'écliptique.

## Compléments